# Mesa para dos
Mesa para dos es el séptimo álbum de la cantante y compositora puertorriqueña Kany García.
El álbum se caracteriza por un contenido musical totalmente suave y armónico, con una combinación de ritmos como pop, blues, balada y fusión latinoamericana. Además, todas las canciones cuentan con participaciones de artistas de diversos géneros.
Asimismo el 28 de mayo de 2020, el álbum fue presentado junto a su sencillo «Lo que en ti veo». De este álbum, se desprenden algunos sencillos como: «Titanic», «Nuevas mentiras» y «Búscame» entre otros.
En este álbum, están incluidas las participaciones de Camilo, Carlos Vives, Pedro Capó, Carlos Rivera, Mon Laferte, Reik, Catalina García, Goyo, Leiva y Nahuel Pennisi.

## Lista de canciones
| N.º | Título                                    | Duración |  |
| 1.  | «Lo que en ti veo» (con Nahuel Pennisi)   | 3:26     |  |
| 2.  | «Óxido» (con Leiva)                       | 3:04     |  |
| 3.  | «Se portaba mal» (con Mon Laferte)        | 3:15     |  |
| 4.  | «Que pasen los días» (con Gusttavo Lima)  | 3:10     |  |
| 5.  | «Búscame» (con Carlos Vives)              | 2:37     |  |
| 6.  | «Date la vuelta» (con Reik)               | 3:17     |  |
| 7.  | «Nuevas mentiras» (con Pedro Capó)        | 3:43     |  |
| 8.  | «Acompáñame» (con Goyo y Catalina García) | 2:46     |  |
| 9.  | «Cobardes» (con Carlos Rivera)            | 2:46     |  |
| 10. | «Titanic» (con Camilo)                    | 3:58     |  |